# 1988年9月逝世人物列表
1988年逝世人物列表：1月 - 2月 - 3月 - 4月 - 5月 - 6月 - 7月 - 8月 - 9月 - 10月 - 11月 - 12月
1988年9月逝世人物列表，是用於匯總1988年9月期間逝世人物的列表。

## 依日期排序

### 1日
- 路易士·沃爾特·阿爾瓦雷斯（Luis Walter Alvarez），77歲，美國物理學家，諾貝爾物理學獎獲得者，食道癌併發症。[1]
- Fatehsinghrao Gaekwad，58歲，印度政治家和板球運動員。
- 休·亨特（Hugh Hunt），86歲，美國布景師。
- 萊昂諾爾·沙利文（Leonor Sullivan），86歲，美國政治家，美國眾議院議員。

### 2日
- 亞歷山大·艾格納（Alexander Aigner），79歲，奧地利數學家。
- 小吉姆·巴格比（Jim Bagby Jr.），71歲，美國職業棒球大聯盟球員。
- 傑克·庫珀（Jack Cooper），80歲，英國政治家和工會領袖。
- Heinz Förstendorf，80歲，德國曲棍球運動員和奧運獎牌得主。
- 埃裡克·弗雷（Erik Frey），80歲，奧地利電影演員。
- 威廉·諾瑟姆爵士，82歲，澳大利亞帆船運動員和奧運金牌得主。
- 馬歇爾·里德爾（Marshall Riddle），70歲，美國黑人聯盟棒球運動員。
- 羅伯特·沃茨（Robert Watts），65歲，美國藝術家，肺癌。

### 3日
- 約翰·古迪森（John Goodison），44-45歲，英國搖滾音樂家，詞曲作者和唱片製作人，心臟病發作。
- 弗雷德里克·麥克格朗（Frederic McGrand），93歲，加拿大醫生和政治家。[2]
- 费里特·梅伦，81歲，土耳其公務員和政治家，土耳其總理。[3]
- 費倫茨·薩斯，73歲，匈牙利國際足球運動員。
- 比比·托里亞尼，76歲，瑞士冰球運動員和奧運獎牌得主。
- 缪云台，94歲，中國政治家。

### 4日
- Oda Schaefer，87歲，德國作家和記者。[4]

### 5日
- Ramchandra Dhondiba Bhandare，72歲，印度政治家，安得拉邦州長。
- 勞倫斯·布朗（Lawrence Brown），81歲，美國爵士長號手。[5]
- Gert Fröbe，75歲，德國演員，心臟病發作。[6]
- 鮑裡斯·斯梅斯洛夫斯基（Boris Smyslovsky），90歲，俄羅斯-芬蘭將軍。

### 6日
- 阿克塞爾·馮·安貝瑟（Axel von Ambesser），78歲，德國劇作家、演員和電影導演。
- 勒羅伊·布朗（Leroy Brown），37歲，美國職業摔跤手，中風。
- 奧特裡·英曼（Autry Inman），59歲，美國鄉村和搖滾音樂家。
- Lew Krausse Sr.，76歲，美國職業棒球大聯盟棒球運動員。
- 哈罗德·罗森（Harold Rosson），93歲，美國電影攝影師。[7]
- 卡尼·辛格（Karni Singh），64歲，比卡內爾的印度大君。
- 斯特凡·特默森（Stefan Themerson），78歲，波蘭兒童文學作家、詩人和小說家。

### 7日
- 阿卜杜勒·哈克·阿科爾維（Abdul Haq Akorwi），76歲，巴基斯坦伊斯蘭學者。
- 雷蒙德·杜布利（Raymond Dubly），94歲，法國國際足球運動員和奧運選手。
- 薇薇·賈尼斯（Vivi Janiss），77歲，美國女演員。

### 8日
- G. M. Durrani，68-69歲，印度廣播劇藝術家、重播歌手、演員和音樂總監。
- 弗雷德·霍金（Fred Hawking），78歲，澳大利亞足球運動員。
- 梅爾·羅瑟（Mel Rosser），87歲，威爾士國際橄欖球聯盟和橄欖球聯盟球員。

### 9日
- 莫娜·貝斯特（Mona Best），64歲，英國音樂俱樂部老闆，心臟病發作。
- Leroy McGuirk，77歲，美國職業摔跤手和贊助者。

### 10日
- 若阿金·佩德羅·德·安德拉德，56歲，巴西電影導演和編劇。
- Jam Ghulam Qadir Khan，67-68歲，巴基斯坦俾路支省首席部長。
- 佛吉尼亞·薩蒂爾（Virginia Satir），72歲，美國作家和心理治療師。[8]
- William H. Shaw，79歲，美國經濟學家、商人和政府官員，癌症患者。[9]

### 11日
- 威廉·巴茨（Wilhelm Batz），72歲，二戰期間德國空軍戰鬥機王牌。
- 罗杰·哈格里夫斯（Roger Hargreaves），53歲，英國漫畫家，插畫家和兒童讀物作家，中風。[10]

### 12日
- 艾倫·比布爾，78歲，美國律師和政治家，美國參議員。[11]
- 斯蒂芬·B·格萊姆斯（Stephen B. Grimes），61歲，英國製作設計師和藝術總監。
- 瑪格麗特·麥克法蘭（Margaret McFarland），83歲，美國兒童心理學家。
- 比爾·米切爾（Bill Mitchell），76歲，美國汽車設計師，心力衰竭。
- 約翰·摩爾（John D. J. Moore），77歲，美國律師和企業高管，美國駐愛爾蘭大使，骨癌。[12]
- 勞裡斯·諾斯塔德（Lauris Norstad），81歲，美國陸軍和空軍將軍。[13]
- 查理·帕爾米耶里（Charlie Palmieri），60歲，波多黎各樂隊領隊，心臟病發作。[14]
- Mars Ravelo，71歲，菲律賓漫畫家、漫畫家和圖畫小說家。
- 約翰·里安（John Ryan），77歲，澳大利亞政治家，南澳大利亞州眾議院議員。

### 13日
- Gerd Hornberger，78歲。德國短跑運動員和奧運獎牌得主。
- 彼得·楊（Peter Young），73歲，英國陸軍軍官和軍事歷史學家。

### 14日
- 唐納德·阿爾伯里（Donald Albery），74歲，英國戲劇總監。[15]
- 威廉·愛德華·考辛斯（William Edward Cousins），86歲，美國羅馬天主教主教。
- 羅伊·達頓（Roy Dutton），71歲，英國皇家空軍軍官和飛行王牌。

### 15日
- 撒母耳·比特利（Samuel E. Beetley），74歲，美國電影剪輯師。
- 弗蘭克·弗朗西斯（Frank Francis），86歲，英國學術圖書館員和策展人。
- 亨利·沃利奇（Henry Wallich），74歲，德裔美國經濟學家。

### 16日
- 理查·保羅·洛塞（Richard Paul Lohse），86歲，瑞士畫家和平面藝術家。
- 迪克·皮姆，95歲，英國足球運動員。
- 鮑勃·特裡斯（Bob Trice），62歲，美國職業棒球大聯盟球員。

### 17日
- 約翰·比格斯-大衛森（John Biggs-Davison），70歲，英國政治家，國會議員。
- 米克·卡什曼（Mick Cashman），56-57歲，愛爾蘭投擲手。
- Walter P. Chrysler Jr.，79歲，美國藝術收藏家、戲劇和電影製片人，癌症患者。[16]
- 希爾德·葛登（Hilde Güden），71歲，奧地利女高音。
- 納特·傑克利（Nat Jackley），79歲，英國喜劇演員，癌症。
- 羅伯特·霍爾（Robert Hall），87歲，澳大利亞經濟學家。

### 18日
- 许政，92歲，韓國政治家，韓國總統。[17]
- 凱薩琳·柯林斯（Kathleen Collins），46歲，美國詩人、劇作家、電影製片人、導演和民權活動家，乳腺癌患者。[18]
- 大衛·多德（David Dodd），93歲，美國金融分析師，作家和經濟學家，呼吸衰竭。
- 约翰·埃利奥特（John Elliot），90歲，英國運輸和鐵路經理。
- 穆罕默德·海珊·沙赫里亞爾（Mohammad-Hossein Shahriar），82歲，伊朗詩人。
- 艾倫·瓦特（Alan Watt），87歲，澳大利亞外交官。[19]

### 19日
- 恩里科·塞魯利（Enrico Cerulli），90歲，義大利索馬里和衣索比亞研究學者，西奧阿和哈拉爾省省長。
- 邁克爾·費西爾（Michael Fessier），82歲，美國編劇和電影製片人。[20]
- 多蘿西·史汀生（Dorothy Stimson），97歲，美國學者，古徹學院院長。[21]
- 哈裡·特納（Harry Turner），93歲，澳大利亞政治家，澳大利亞眾議院議員。

### 20日
- 蒂姆·大衛斯（Tim Davis），44歲，美國鼓手，歌手和詞曲作者，共同創立了史蒂夫·米勒樂隊，糖尿病併發症。
- 羅伊·金尼爾（Roy Kinnear），54歲，英國角色演員和喜劇演員，馬摔倒后心臟病發作。[22]
- 山姆·伍德亞德（Sam Woodyard），63歲，美國爵士鼓手，癌症。[23]

### 21日
- 哈羅德·巴爾福（Harold Balfour），90歲，英國政治家，國會議員。
- 內德·布倫南（Ned Brennan），68歲，愛爾蘭政治家。
- 葛籣·羅伯特·大衛斯（Glenn Robert Davis），73歲，美國政治家，美國眾議院議員。
- 羅伯特·格瓦特梅，85歲，美國畫家。[24]
- 亨利·科斯特（Henry Koster），83歲，德裔美國電影導演，肝癌。[25]
- 克裡斯汀·諾登（Christine Norden），63歲，英國女演員，肺炎。[26]
- S. B. P. Pattabhirama Rao，76歲，印度政治家。
- 祖貝達，76-77歲，印度女演員。

### 22日
- 74歲的巴基斯坦學者、詩人和精神分析學家賴斯·阿姆羅維（Rais Amrohvi）被暗殺。

### 23日
- 阿維爾·休斯（Arwel Hughes），79歲，威爾士管弦樂指揮和作曲家。
- 特裡洛克·卡普爾，76歲，印度演員。
- 萊爾·麥克尤恩（Lyell McEwin），91歲，澳大利亞政治家，南澳大利亞州立法委員會主席。
- Ken McIver，59歲，澳大利亞政治家，西澳大利亞州議會議員

### 24日
- 阿齊茲·蘇里亞爾·阿蒂亞（Aziz Suryal Atiya），90歲，埃及科普特歷史學家。
- Basil de Ferranti，58歲，英國商人和政治家，下議院議員。
- 赫伯特·基爾霍夫（Herbert Kirchhoff），77歲，德國藝術總監。
- 喬·唐·魯尼（Joe Don Looney），45歲，美國NFL足球運動員，摩托車事故。[27]
- 歐文·麥金托什（Irwin McIntosh），62歲，加拿大薩斯喀徹溫省副省長。
- 沙姆蘇爾·胡達·潘奇巴吉（Shamsul Huda Panchbagi），90-91歲，孟加拉國伊斯蘭學者和政治家。
- 赫伯特·維岑曼（Herbert Witzenmann），83歲，德國哲學家和人智學家。

### 25日
- bpNichol，43歲，加拿大詩人和作家。
- James L. Buie，68歲，美國科學家和發明家，肺氣腫。
- 比利·卡特（Billy Carter），51歲，美國農民，商人和政治家，吉米·卡特（Jimmy Carter）的兄弟，胰腺癌。[28]
- 保羅·柯林斯（Paul Collins），80歲，美國NFL足球運動員。

### 26日
- 瑪麗安·阿佩爾（Marianne Appel），75歲，美國藝術家。
- 吉列爾莫·巴塔利亞（Guillermo Battaglia），88歲，阿根廷電影演員，心臟病發作。
- 布魯斯·哈克（Bruce Haack），57歲，加拿大音樂家和作曲家，心力衰竭。
- 林肯·哈德森（Lincoln Hudson），72歲，二戰中的美國陸軍空軍軍官。[29]
- Lord Melody，62歲，特立尼達歌手，癌症。
- 布兰科·泽贝茨，59歲，南斯拉夫國際足球運動員。

### 27日
- 特奧菲洛·卡莫莫特（Teofilo Camomot），74歲，菲律賓羅馬天主教大主教，車禍。
- 威利斯·愛德華茲（Willis Edwards），85歲，英國國際足球運動員。
- 喬治·格蘭特（George Grant），69歲，加拿大哲學家和教授。
- J. C. Heard，71歲，美國搖擺樂，波普和布魯斯鼓手，心臟病發作。
- 保羅·萊因曼（Paul Reinman），78歲，美國漫畫家。
- 威廉·香農（William V. Shannon），61歲，美國記者和作家，美國駐愛爾蘭大使，淋巴瘤。[30]

### 28日
- 瑪格麗·邦納（Margerie Bonner），83歲，美國女演員、編劇和小說家。
- 查理斯·喬納斯（Charles R. Jonas），83歲，美國政治家，美國眾議院議員。
- 維克·克爾斯圖洛維奇，83歲，南斯拉夫共產主義政治家，克羅埃西亞議會主席團主席。
- Louis R. Rowan，77歲，美國純種賽馬擁有者和飼養員。
- 弗蘭克·薩金特（Frank Sargent），86歲，加拿大冰球和冰壺管理員。

### 29日
- 查尔斯·亚当斯（Charles Addams），76歲，美國漫畫家，心臟病發作。[31]
- 巴尼·約瑟夫森（Barney Josephson），86歲，紐約格林威治村咖啡館協會（Café Society）的美國創始人，出血。[32]

### 30日
- 奇克·錢德勒（Chick Chandler），83歲，美國電影演員，心臟病發作。
- 长征，81歲，越南共產黨政治領導人，越南國家主席，倒下。[33]
- Al Holbert，41歲，美國賽車手，飛機失事。
- 瑪麗亞·特蕾莎·拉帕拉（MaríaTeresa Laparra），86歲，瓜地馬拉活動家，瓜地馬拉第一夫人。
- 約阿希姆·普林茨（Joachim Prinz），86歲，德裔美國拉比，心臟病發作。[34]
- 奇諾·羅塞斯（Chino Roces），75歲，菲律賓商人和報紙出版商，癌症。
- 大衛·薩特菲爾德三世（David E. Satterfield III），67歲，美國律師和政治家，美國眾議院議員。
- 約瑟夫·阿爾伯特·沙利文（Joseph Albert Sullivan），87歲，加拿大參議員，冰球運動員和奧運會金牌得主。

### 日期不詳
- 艾倫·安格斯（Alan Angus），76歲，澳大利亞賽車手。
- 萊昂內爾·賈亞蒂勒克（Lionel Jayatilleke），64歲，斯裡蘭卡政治家，國會議員，被暗殺。
- 瑪麗·利特爾約翰（Mary Littlejohn），85歲，加拿大花樣滑冰運動員和奧運選手。
- 雷蒙德·普萊斯（Raymond Price），64歲，威爾士橄欖球聯盟和國際橄欖球聯盟足球運動員。